# St. Marien (Zerbst/Anhalt)

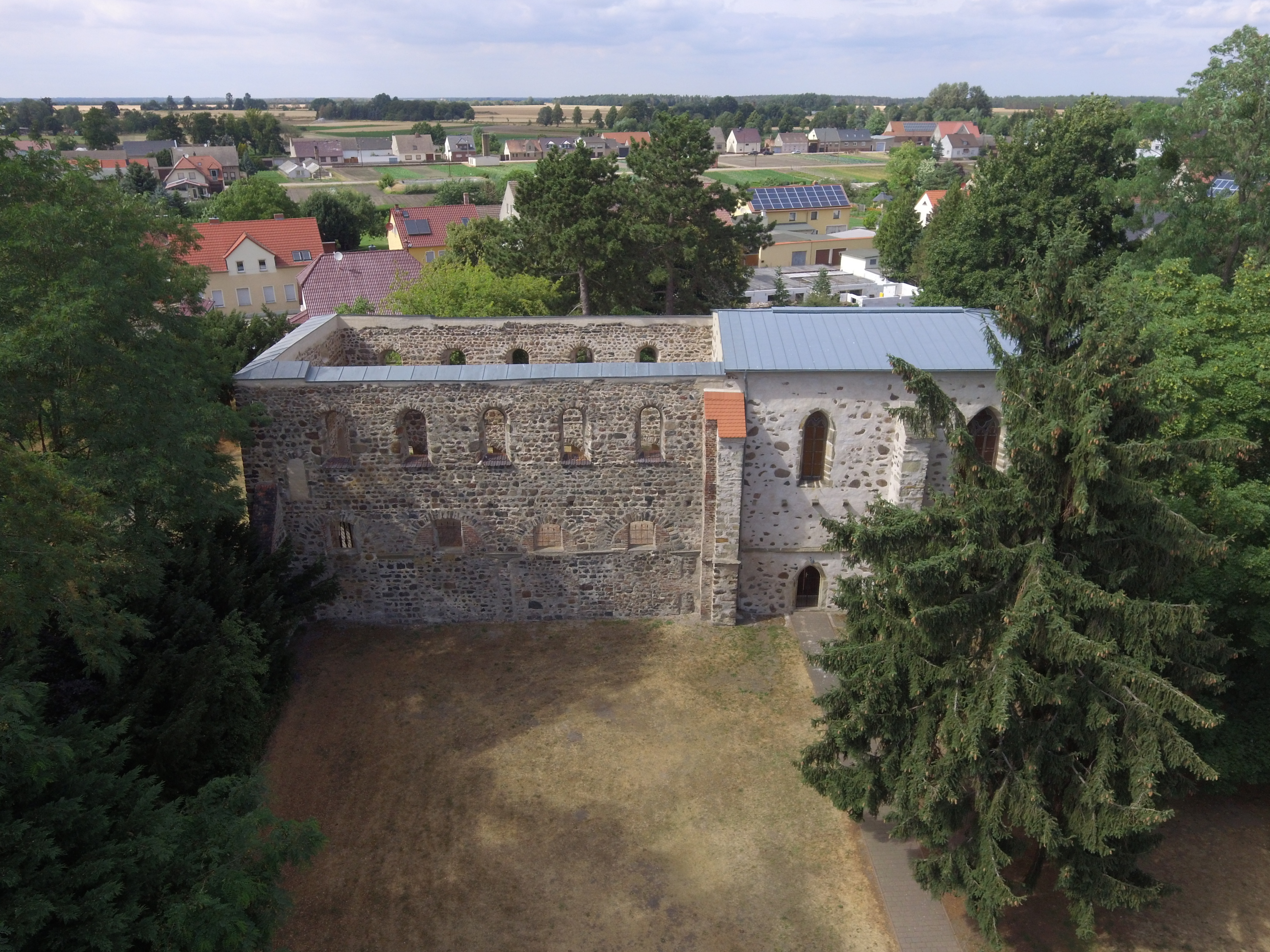
Die Teilruine der Kirche St. Marien

Sankt Marien ist die ehemalige Pfarrkirche im zur Stadt Zerbst/Anhalt gehörenden Ankuhn. Sie ist eine ehemalige Klosterkirche und Teilruine. Die Marienkirche gehört zum Regionalpfarramt Zerbst-Lindau im Kirchenkreis Zerbst der Evangelischen Landeskirche Anhalts.

## Geschichte
Die Kirche Sankt Marien wurde in der ersten Hälfte des 13. Jahrhunderts als Basilika im Stil der Romanik aus Feldsteinen errichtet. Sie gehörte zum Zisterzienserinnenkloster im vor Zerbst liegenden Ankuhn. Die Seitenschiffe der Basilika wurden im 15. Jahrhundert abgerissen beziehungsweise zurückgebaut. Im Jahr 1585 wurde der Chor baulich verändert. Im Stil der Gotik wurde anstelle der vorbestehenden Apsis der Chor verlängert und erhielt einen Fünfachtelschluss.
Im April 1945, wenige Wochen vor Ende des Zweiten Weltkriegs, wurde die Marienkirche bei Luftangriffen auf die Stadt Zerbst stark beschädigt beziehungsweise zerstört. In der Folge wurde der Chor zunächst mit einem Notdach baulich gesichert. 1991 zog man zwischen dem Chor und dem ausgebrannten Kirchenschiff eine Wand aus Stahl und Glas. Seither wird der Chor beziehungsweise Sankt Marien wieder als Kirche genutzt, während das Schiff weiterhin Ruine ist.

## Bauwerk

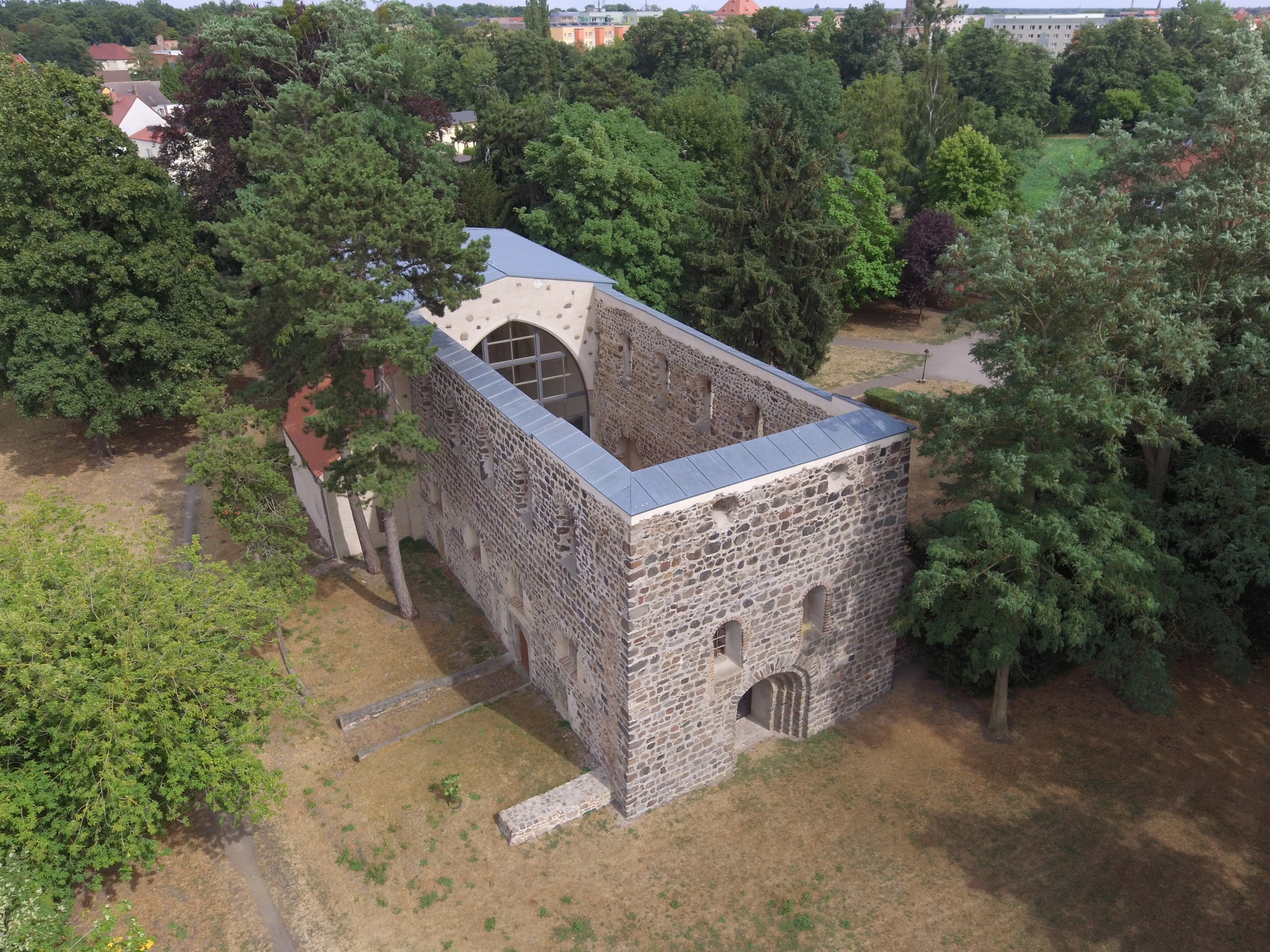
Luftbild von Nordwesten mit romanischem Schiff

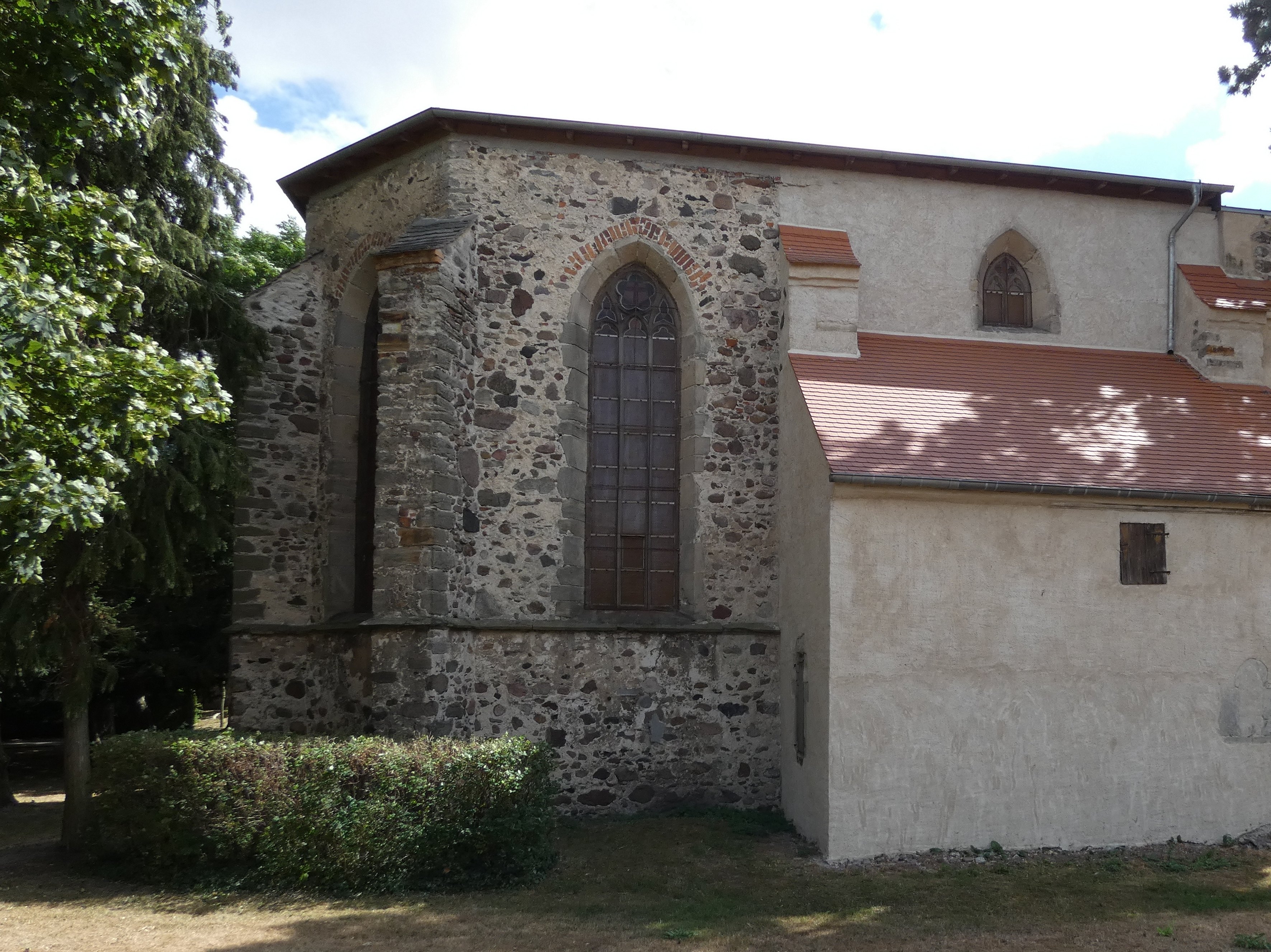
Polygonaler gotischer Chor

Deutlich erkennbar ist die Teilung der Kirche zwischen dem romanischen Kirchenschiff, welches aus unverputzten Feldsteinen gemauert ist, und dem gotischen Chor, welcher ebenfalls aus Feldsteinen besteht, jedoch teilweise verputzt ist.
Die romanischen Rundbogenfenster des Schiffs befinden sich oberhalb einer gedachten Mittellinie, wie es für ein Mittelschiff einer Basilika typisch ist. Deutlich erkennbar sind die vermauerten Arkaden, durch die man vom Mittelschiff Zugang zu den zurückgebauten Seitenschiffen hatte. Ein Stufenportal im Westen ist ebenfalls rundbogig gestaltet. Ein Dach ist seit der kriegsbedingten Zerstörung über dem Schiff nicht mehr vorhanden.
Der Chor ist durch eine spitzbogig gestaltete Stahl-Glaskonstruktion baulich abgetrennt. Mehrere große Spitzbogenfenster zeigen ein Maßwerk. Der Ostabschluss ist polygonal gestaltet. Nach außen sind stützende Pfeiler erkennbar. Ein kleines Südportal ist seit der Sanierung in den 1990er Jahren der Hauptzugang. Das Dach über dem Chor ist flach mit Blech eingedeckt. Im Norden ist an den Chor eine Sakristei angebaut, die ein Pultdach aufweist.
Die Kirchenglocken befinden sich in einem separaten und frei stehenden Glockenstuhl im Kirchhof.

## Ausstattung
Die Ausstattung der Marienkirche ist seit dem Wiederaufbau modern. Zu historischen Ausstattungsgegenständen gehört ein Torso einer Christusfigur. Die Schlusssteine im Gewölbe des Chores zeigen Darstellungen von Maria und dem Lamm Gottes mit der Siegerfahne.